# 1971-es Australian Open
Az 1971-es Australian Open az év első Grand Slam-tornája volt. január 8. és január 14. között rendezték meg Melbourne-ben. A férfiaknál az ausztrál Ken Rosewall, nőknél a szintén ausztrál Margaret Court nyert.

## Döntők

### Férfi egyes
Ken Rosewall -  Arthur Ashe, 6-1, 7-5, 6-3

### Női egyes
Margaret Court -  Evonne Goolagong, 2-6, 7-6, 7-5

### Férfi páros
John Newcombe /  Tony Roche -  Tom Okker /  Marty Riessen 6-2, 7-6

### Női páros
Margaret Court /  Evonne Goolagong -  Joy Emerson /  Lesley Hunt 6-0, 6-0

### Vegyes páros
1970–1986 között nem rendezték meg.